# Candyman Messiah
Candyman Messiah är en låt av Army of Lovers och utgiven som singel 1991. Låten, som återfinns på studioalbumet Massive Luxury Overdose, är skriven av Alexander Bard, Anders Wollbeck, Camilla Henemark och Jean-Pierre Barda.

## Låtlista

### Vinylsingel – 7"
1. "Candyman Messiah" – 3:08
2. "Candyman Messiah (Dub Version)" – 4:45

### Maxisingel – 12"
1. "Candyman Messiah (Stalingrad Mix)" – 5:36
2. "Candyman Messiah (Radio Edit)" – 3:08
3. "Candyman Messiah (Tolstoy Farm Mix)" – 5:35
4. "Candyman Messiah (Orthodoxicated Mix)" – 4:45